# Мангустовые
Мангу́стовые (лат. Herpestidae) — семейство млекопитающих отряда хищных, выделенное из семейства виверровых (Viverridae).
Внешним видом мангустовые напоминают хорьков. Это некрупные хищники: средняя длина головы и тела самого маленького и самого большого из них — карликового мангуста (Helogale parvula) и белохвостого мангуста (Ichneumia albicauda) — составляет 250 и 680 мм, хвоста — 190 и 442 мм, масса — 0,25 и 5,52 кг соответственно. Окраска преимущественно бурая или серая; у нескольких видов есть полосы или кольцевой узор на хвосте, но в основном окраска однотонная. У мангустов небольшие головы с заострёнными мордочками; уши маленькие и, в отличие от виверровых, закруглённые. Туловище удлинённое, на коротких конечностях; когти невтяжные. Пахучие железы анальные, а не околоанальные, как у виверровых. Зубов 32—40.
Обитают в основном в Африке и Азии. Египетский мангуст (Herpestes ichneumon) широко распространён в Азии и Южной Европе и завезён в Новый Свет.
Мангустовые — оппортунистические всеядные, по большей части питающиеся мелкими позвоночными, насекомыми, ракообразными и другими беспозвоночными. Широко известно умение мангустов (особенно Urva edwardsii) убивать ядовитых змей. Некоторые виды всеядны: их рацион включает в себя растительный корм — плоды, ягоды, корни. В отличие от одиночных виверровых, многие мангустовые живут группами и колониями, достигающими 50 особей, и селятся в подземных норах, что в целом для хищных нехарактерно. Образ жизни обычно наземный; активны ночью и днём. Встречаются в разнообразных ландшафтах, от пустынь до тропических лесов; имеются полуводные виды, питающиеся рыбой и крабами.
Ближайшими родственниками мангустовых являются мадагаскарские виверры (Eupleridae). По результатам исследования Патоу и соавторов (2009), эти семейства разошлись в 21,8 ± 3,6 млн лет назад, то есть в позднем олигоцене или в раннем миоцене. Согласно тому же исследованию, ближайший общий предок всех современных мангустовых жил между около 19,1 или 18,5 ± 3,5 млн лет назад (ранний миоцен).

## Классификация
В семейство входит 35 видов, объединяемых в 15 родов, которые распределены по двум подсемействам.
| Подсемейство                | Род                                                                     | Виды | Иллюстрация типового вида |
| Herpestinae Bonaparte, 1845 |                                                                         | |                           |
| --------------------------- | ----------------------------------------------------------------------- | --- | ------------------------- |
| Herpestinae Bonaparte, 1845 | Мангусты (Herpestes Illiger, 1811)                                      | - Египетский мангуст (Herpestes ichneumon) - Стройный мангуст (Herpestes sanguineus) - Южноафриканский мангуст (Herpestes pulverulentus) - Herpestes ochraceus - Рыжеватый мангуст (Herpestes flavescens) | Египетский мангуст        |
| Herpestinae Bonaparte, 1845 | Водяные мангусты (Atilax Cuvier, 1826)                                  | - Водяной мангуст (Atilax paludinosus) |                           |
| Herpestinae Bonaparte, 1845 | Жёлтые мангусты (Cynictis Ogilby, 1833)                                 | - Жёлтый мангуст (Cynictis penicillata) | Жёлтый мангуст            |
| Herpestinae Bonaparte, 1845 | Urva Hodgson, 1836                                                      | - Обыкновенный мангуст (Urva edwardsii) - Яванский мангуст (Urva javanica) - Полосатошейный мангуст (Urva vitticollis) - Малый мангуст (Urva auropunctata) - Мангуст-крабоед (Urva urva) - Индийский мангуст (Urva smithii) - Короткохвостый мангуст (Urva brachyura) - Бурый мангуст (Urva fusca) - Воротничковый мангуст (Urva semitorquata) | Мангуст-крабоед           |
| Herpestinae Bonaparte, 1845 | Белохвостые мангусты (Ichneumia I. Geoffroy Saint-Hilaire, 1837)        | - Белохвостый мангуст (Ichneumia albicauda) | Белохвостый мангуст       |
| Herpestinae Bonaparte, 1845 | Черноногие мангусты (Bdeogale Peters, 1850)                             | - Пушистохвостый мангуст (Bdeogale crassicauda) - Черноногий мангуст (Bdeogale nigripes) - Мангуст Джексона (Bdeogale jacksoni) - Bdeogale omnivora | Пушистохвостый мангуст    |
| Herpestinae Bonaparte, 1845 | Умби (Rhynchogale Thomas, 1894)                                         | - Умби (Rhynchogale melleri) | Умби                      |
| Herpestinae Bonaparte, 1845 | Серые мангусты (Paracynictis Pocock, 1916)                              | - Серый мангуст (Paracynictis selousi) | Серый мангуст             |
| Herpestinae Bonaparte, 1845 | Xenogale Allen, 1919                                                    | - Длинноносый мангуст (Xenogale naso) | Длинноносый мангуст       |
| Mungotinae Gray, 1864       | Полосатые мангусты (Mungos E. Geoffroy Saint-Hilaire & F. Cuvier, 1795) | - Полосатый мангуст (Mungos mungo) - Гамбийский мангуст (Mungos gambianus) | Полосатый мангуст         |
| Mungotinae Gray, 1864       | Сурикаты (Suricata Desmarest, 1804)                                     | - Сурикат (Suricata suricatta) | Сурикат                   |
| Mungotinae Gray, 1864       | Кузиманзы (Crossarchus Cuvier, 1825)                                    | - Длинноносая кузиманза (Crossarchus obscurus) - Заирская кузиманза (Crossarchus alexandri) - Ангольская кузиманза (Crossarchus ansorgei) - Crossarchus platycephalus | Длинноносая кузиманза     |
| Mungotinae Gray, 1864       | Карликовые мангусты (Helogale Gray, 1861)                               | - Карликовый мангуст (Helogale parvula) - Крошечный мангуст (Helogale hirtula) | Карликовый мангуст        |
| Mungotinae Gray, 1864       | Dologale Thomas, 1920                                                   | - Мангуст Дыбовского (Dologale dybowskii) |                           |
| Mungotinae Gray, 1864       | Либерийские мангусты (Liberiictis Hayman, 1958)                         | - Либерийский мангуст (Liberiictis kuhni) |                           |

## Интересные факты

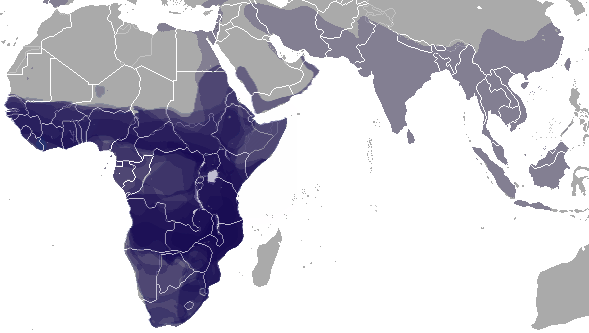
Ареал мангустов

- Славу мангустам принёс английский писатель Редьярд Киплинг, рассказав историю об отважном мангусте, которого он назвал Рикки-Тикки-Тави, борце с индийскими кобрами
- Мангусты были интродуцированы (то есть, завезены) в ряд районов Карибского бассейна и на Гавайские острова для контроля над популяциями ядовитых змей и грызунов. Но люди просчитались: мангусты нашли на острове достаточно мелкой живности (в том числе и эндемичные виды), чтобы прокормить себя, не рискуя связываться с ядовитыми змеями.
- Завезённые в Америку мангусты оказались совершенно бессильны против гремучих змей, уступая им в быстроте[6].
- Мангуст по кличке Тедди упоминается в рассказе Артура Конан Дойля «Горбун».
- В сказках африканского народа чокве мангуст предстаёт в качестве персонажа-трикстера — насмешливого пройдохи.
- Писатель Борис Житков посвятил мангустам свой рассказ «Мангуста».